# Dischidia
Dischidia R.Br., 1810 è un genere di piante della famiglia delle Apocinacee (sottofamiglia Asclepiadoideae).

## Distribuzione e habitat
Il genere comprende oltre 120 specie che crescono come epifite, native delle zone tropicali della Cina, dell'India e di molte aree dell'Indocina.

## Biologia
La maggior parte delle specie cresce epifita con le radici che si insinuano nei nidi di diverse specie di formiche arboree;  alcune specie hanno sviluppato relazioni simbiotiche in cui la pianta ha sviluppato foglie modificate per fornire alloggio o depositi (mirmecofilia).

## Tassonomia
Il genere comprende le seguenti specie:
- Dischidia aberrans Schltr.
- Dischidia acuminata Costantin
- Dischidia acutifolia Maingay ex Hook.f.
- Dischidia albida Griff.
- Dischidia albiflora Griff.
- Dischidia alternans Schltr.
- Dischidia amphorantha K.Schum. & Lauterb.
- Dischidia angustifolia Miq.
- Dischidia antennifera Becc.
- Dischidia argentii Arshed, J.R.Callado & Tandang
- Dischidia asperifolia Schltr.
- Dischidia astephana Scort. ex King & Gamble
- Dischidia atropurpurea Schltr.
- Dischidia bengalensis Colebr.
- Dischidia bisetulosa O.Schwartz
- Dischidia boholensis (Schltr.) Livsch.
- Dischidia calva Kerr
- Dischidia chinensis Champ. ex Benth.
- Dischidia cleistantha Livsch.
- Dischidia clemensiae Schltr.
- Dischidia cochleata Blume
- Dischidia collyris Wall.
- Dischidia cominsii Hemsl.
- Dischidia complex Griff.
- Dischidia cornuta Livsh.
- Dischidia crassifolia Zipp. ex Schltr.
- Dischidia crassula Schltr.
- Dischidia cyclophylla Schltr.
- Dischidia cylindrica W.W.Sm.
- Dischidia dasyphylla Schltr.
- Dischidia deschampsii King & Gamble
- Dischidia digitiformis Becc.
- Dischidia dohtii T.B.Tran & Livsh.
- Dischidia dolichantha Schltr.
- Dischidia elmei Schltr.
- Dischidia ericiflora Becc.
- Dischidia formosana Maxim.
- Dischidia fruticulosa Ridl.
- Dischidia galactantha K.Schum.
- Dischidia gibbifera Schltr.
- Dischidia glabrata Arshed & Tandang
- Dischidia griffithii Hook.f.
- Dischidia hahliana Volkens
- Dischidia hellwigii Warb.
- Dischidia hirsuta (Blume) Decne.
- Dischidia hollrungii Warb. ex K.Schum. & Lauterb.
- Dischidia hoyella Omlor
- Dischidia imbricata (Blume) Steud.
- Dischidia immortalis Guillaumin
- Dischidia incrassata (Schltr.) Arshed, Agoo & Rodda
- Dischidia indragirensis Schltr.
- Dischidia insularis Schltr.
- Dischidia kerrii Kidyoo & Suddee
- Dischidia khasiana Hook.f.
- Dischidia kutchinensis Becc.
- Dischidia lanceolata (Blume) Decne.
- Dischidia lancifolia Merr.
- Dischidia latifolia (Blume) Decne.
- Dischidia lauterbachii K.Schum.
- Dischidia listerophora Schltr.
- Dischidia litoralis Schltr.
- Dischidia longe-pedunculata Ridl.
- Dischidia longifolia Becc.
- Dischidia luzonica (Schltr.) Arshed, Agoo & Rodda
- Dischidia major (Vahl) Merr.
- Dischidia mariae (Schltr.) Arshed, Agoo & Rodda
- Dischidia maxima Koord.
- Dischidia melanesica Fosberg
- Dischidia meleagridiflora O.Schwartz
- Dischidia merrillii Schltr.
- Dischidia micholitzii N.E.Br.
- Dischidia micrantha Becc.
- Dischidia milnei Hemsl.
- Dischidia neurophylla Lauterb. & K.Schum.
- Dischidia nicobarica Didr.
- Dischidia nummularia R.Br.
- Dischidia oblongata Arshed, Agoo & Rodda
- Dischidia obovata Decne.
- Dischidia oiantha Schltr.
- Dischidia ovata Benth.
- Dischidia oxyphylla Miq.
- Dischidia papuana Warb.
- Dischidia parasita (Blanco) Arshed, Agoo & Rodda
- Dischidia parvifolia Ridl.
- Dischidia peltata Blume
- Dischidia phuphanensis Chatan & Promprom
- Dischidia picta Blume
- Dischidia platyphylla Schltr.
- Dischidia polilloensis Kloppenb.
- Dischidia polyphylla Ridl.
- Dischidia puberula Decne.
- Dischidia pubescens Ridl.
- Dischidia punctata (Blume) Decne.
- Dischidia purpurea Merr.
- Dischidia quinquangularis Schltr.
- Dischidia reniformis Schltr.
- Dischidia retusa Becc.
- Dischidia rhodantha Ridl.
- Dischidia rimicola Kerr
- Dischidia rosea Schltr.
- Dischidia roseoflavida Schltr.
- Dischidia rostrata Arshed, Agoo & Rodda
- Dischidia rumphii Miq.
- Dischidia ruscifolia Decne. ex Becc.
- Dischidia saccata Warb.
- Dischidia sagittata (Blume) Decne.
- Dischidia sarasinorum Warb.
- Dischidia scortechinii King & Gamble
- Dischidia singularis Craib
- Dischidia soronensis Becc.
- Dischidia spironema Turcz.
- Dischidia squamulosa Becc.
- Dischidia striata Schltr.
- Dischidia subulata Warb.
- Dischidia superba Rintz
- Dischidia thaithongiae Kidyoo
- Dischidia tjidadapensis Bakh.f.
- Dischidia tomentella Ridl.
- Dischidia tonkinensis Costantin
- Dischidia tonsuensis T.Green & Kloppenb.
- Dischidia torricellensis (Schltr.) P.I.Forst.
- Dischidia tricholoba Kerr
- Dischidia trichostemma Schltr.
- Dischidia truncata Decne.
- Dischidia vadosa Rintz
- Dischidia vidalii Becc.